# Drei alte Schachteln
Personnages
- Charlotte Krüger (soprano ou soubrette)
- Klaus Kersting (ténor)
- Auguste, la cuisinière des Krüger (soubrette)
- Cornelius Hasenpfeffer, sergent (chanteur comique)
- Ursula Krüger (soprano ou soubrette)
- Trois amies d'Ursula Krüger (mezzo-sopranos)
- Quatre "giroflées" (sopranos (altos)
- Brigitte (vieille comique)
- Rittmeister von Treskow (acteur)
- Dames, enfants, officiers, soldats (chœur et figurants)

Airs
- Berlin bleibt doch Berlin
- Ach Jott, wat sind de Männer dumm
- Was nützt denn dem Mädchen die Liebe
- Ihr gold’nen Locken, ihr blauen Sterne
- Knospe wird Blüte, und Blüte will reifen
- Drei alte Schachteln, die gehen zum Ball
- Walzer hat mir’s angetan

Drei alte Schachteln (en français Trois vieilles boîtes) est une opérette de Walter Kollo sur un livret de Herman Haller et des paroles de Fritz Oliven.

## Argument
Potsdam, début du XIXe siècle.

### Prologue
Salon de la villa Krüger 
La jeune Charlotte Krüger attend avec impatience son amant, le greffier Klaus Kersting, qui a annoncé qu'il lui rendrait visite aujourd'hui. Elle pense qu'il veut lui faire la demande en mariage attendue depuis longtemps. Cependant, elle est amèrement déçue lorsque Kersting arrive enfin, parce que sa visite n'a pour but que de lui dire au revoir. Il s'est engagé envers l'armée et ira se battre.

### Premier acte
Salon de la villa Krüger 
Dix longues années se sont maintenant écoulées. Klaus Kersting a fait carrière dans l'armée. Il revient de la guerre en tant que capitaine. Il est accompagné de son ami Cornelius Hasenpfeffer, qui est toujours ce qu'il était au début de la guerre : un sergent. Ensemble, ils se rendent à l'appartement des deux sœurs Charlotte et Ursula Krüger à Potsdam. Auguste, la cuisinière, habite aussi dans leur maison. Celle-ci avait promis le mariage à Cornelius Hasenpfeffer avant le début de la guerre.
Curieusement, Klaus Kersting est surpris que sa Charlotte ne soit pas aussi jeune et pétillante que la dernière fois qu'il l'a vue. Et Cornelius Hasenpfeffer n'est pas différent en regardant son fiancé. Les deux sœurs et leur aide domestique n'ignorent pourtant pas ce qui se passe dans la tête des hommes. Alors elles les refusent après qu'ils ont été invités par les soldats au bal du régiment qui a lieu demain.
Dès que les « trois vieilles boîtes » sont de nouveau entre elles, ils décident de participer au bal, malgré tout.

### Deuxième acte
Salle de bal du mess régimentaire
Le bal a commencé. Une jeune femme élégamment vêtue attire l'attention de Kersting, c'est ce qu'elle compte faire. La dame n'est autre que Charlotte Krüger. Avec toute la finesse de l'art féminin, elle a réussi à rajeunir de quelques années. Klaus Kersting l'invite à danser. Lorsqu'il lui pose des questions sur la "ressemblance" avec Charlotte, la dame se fait passer pour sa nièce "Dörthe", qui n'est arrivée à Potsdam que la nuit dernière pour rendre visite à ses tantes. "Dörthe" comprend brillamment comment attiser les émotions de l'homme "étrange". Mais quand il lui demande un baiser, elle lui fait savoir qu'elle n'est venue ici que pour trouver un jeune homme convenable et non un vieux rouspéteur comme lui. Kersting se résigne et tombe dans la mélancolie.
Pendant ce temps, Cornelius Hasenpfeffer s'avère être un vrai coureur de jupons, alors sa fiancée décide de le surveiller de près si le mariage qu'il a promis de longue date devait se reproduire.

### Troisième acte
Salon de la villa Krüger
Le lendemain, Klaus Kersting et Cornelius Hasenpfeffer se présentent à nouveau dans l'appartement des "trois vieilles boîtes". En conversant avec Charlotte, Kersting se rend vite compte qu'elle l'a complètement trompé hier, car les deux sœurs Krüger n'ont pas du tout de nièce. Mais son cœur s'embrase à nouveau pour Charlotte. Lorsque les deux entendent comment la cuisinière Auguste et son Cornelius préparent déjà des plans de mariage, ils réfléchissent également au meilleur moment pour se mettre devant l'autel. Seule Ursula, l'aînée des deux sœurs, est à nouveau désavantagée.

## Orchestration
| Instrumentation de Frasquita                   |
| Bois                                           |
| 2 flûtes, 2 clarinettes, 2 hautbois, 2 bassons |
| Cuivres                                        |
| 3 cors, 2 trompettes, 3 trombones              |
| Percussions                                    |
| Tambours                                       |
| Instrument à cordes pincées                    |
| 1 harpe                                        |

## Source de la traduction
- (de) Cet article est partiellement ou en totalité issu de l’article de Wikipédia en allemand intitulé « Drei alte Schachteln » (voir la liste des auteurs).